# Backstreet Dreams
Backstreet Dreams (Sueños de la calle trasera) es el octavo álbum de la carrera de Blue System. Es editado en 1993 bajo el sello BMG Ariola y producido por Dieter Bohlen. El álbum contiene 11 nuevos temas.

## Lista de canciones
| #   | Título                                            | Tiempo |
| --- | ------------------------------------------------- | ------ |
| 1.  | "History" (Dieter Bohlen)                         | 3:37   |
| 2.  | "Operator" (Dieter Bohlen)                        | 3:15   |
| 3.  | "Backstreet Heaven" (Dieter Bohlen)               | 3:48   |
| 4.  | "You Are An Angel" (Dieter Bohlen)                | 3:09   |
| 5.  | "I'm So Excited" (Dieter Bohlen)                  | 3:45   |
| 6.  | "Dirty Money" (Dieter Bohlen)                     | 3:00   |
| 7.  | "Ballerina Girl" (Dieter Bohlen)                  | 3:50   |
| 8.  | "Lovers In A Missing World" (Dieter Bohlen)       | 3:18   |
| 9.  | "Talk To Me" (Dieter Bohlen)                      | 3:20   |
| 10. | "Michael Has Gone For A Soldier" (Dieter Bohlen)  | 4:20   |
| 11. | "Don't You Want My Foolish Heart" (Dieter Bohlen) | 4:01   |

## Posicionamiento
| Listas (1993)         | Máxima Posición |
| --------------------- | --------------- |
| Alemania albums chart | 5               |
| Austria albums chart  | 22              |
| Hungría albums chart  | 30              |

- Datos: Q2878441